# XVIII округ Парижа
XVIII округ Парижа (фр. Arrondissement de la Butte-Montmartre) — один із 20 муніципальних округів Парижа. Він об'єднує велику частину колишніх комун Монмартр і Ла Шапель і села Кліньянкур (Clignancourt), які були включені в межі міста 1 січня 1860 року.
Головну частину округу займає пагорб Монмартр, а на сході — численні залізничні колії, що ведуть до розташованих в сусідньому 10-му окрузі Східного (Gare de l'Est) та Північного (Gare du Nord) вокзалів.

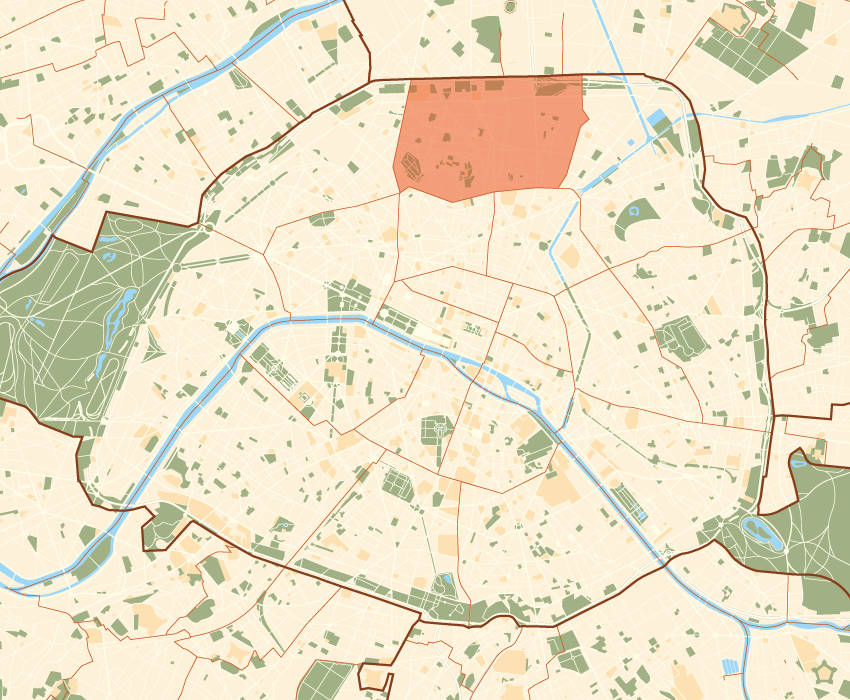
Обриси 18-го округу

## Географічне положення
18-й округ розташований на правому березі річки Сена. Він межує на заході з 17-м, на сході з 19-м, на півдні з 9-м і 10-м округами.

## Населення

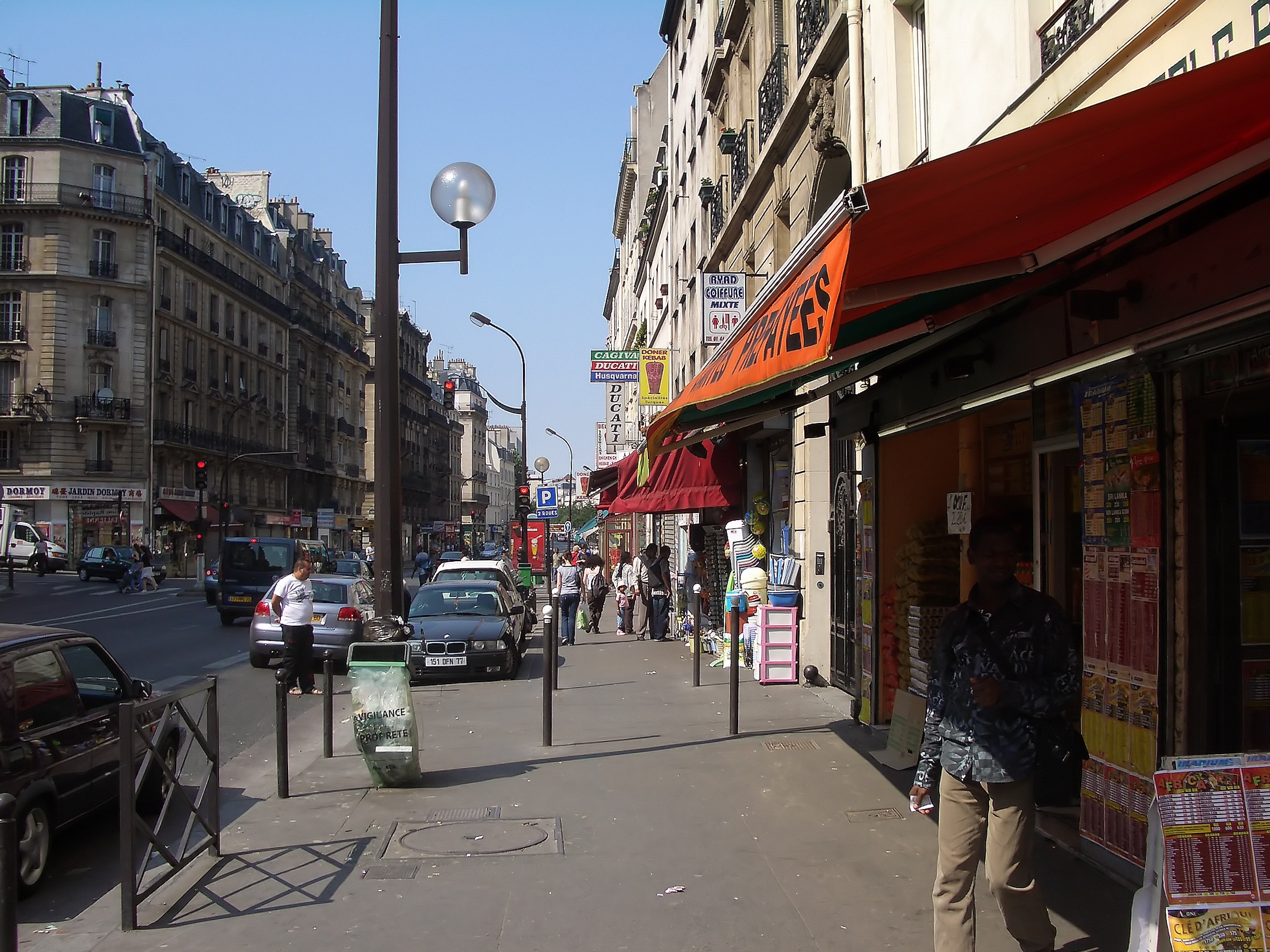
Квартал Ля-Шапель

Площа 18-го округу становить приблизно 601 га. На 2005 рік населення округу склало 188 500 осіб при щільності населення 31 364 осіб/км ². Таким чином в окрузі проживають приблизно 8,7 % населення Парижа.

## Квартали
Округ охоплює такі 4 квартали (з 69 до 72 номери) :

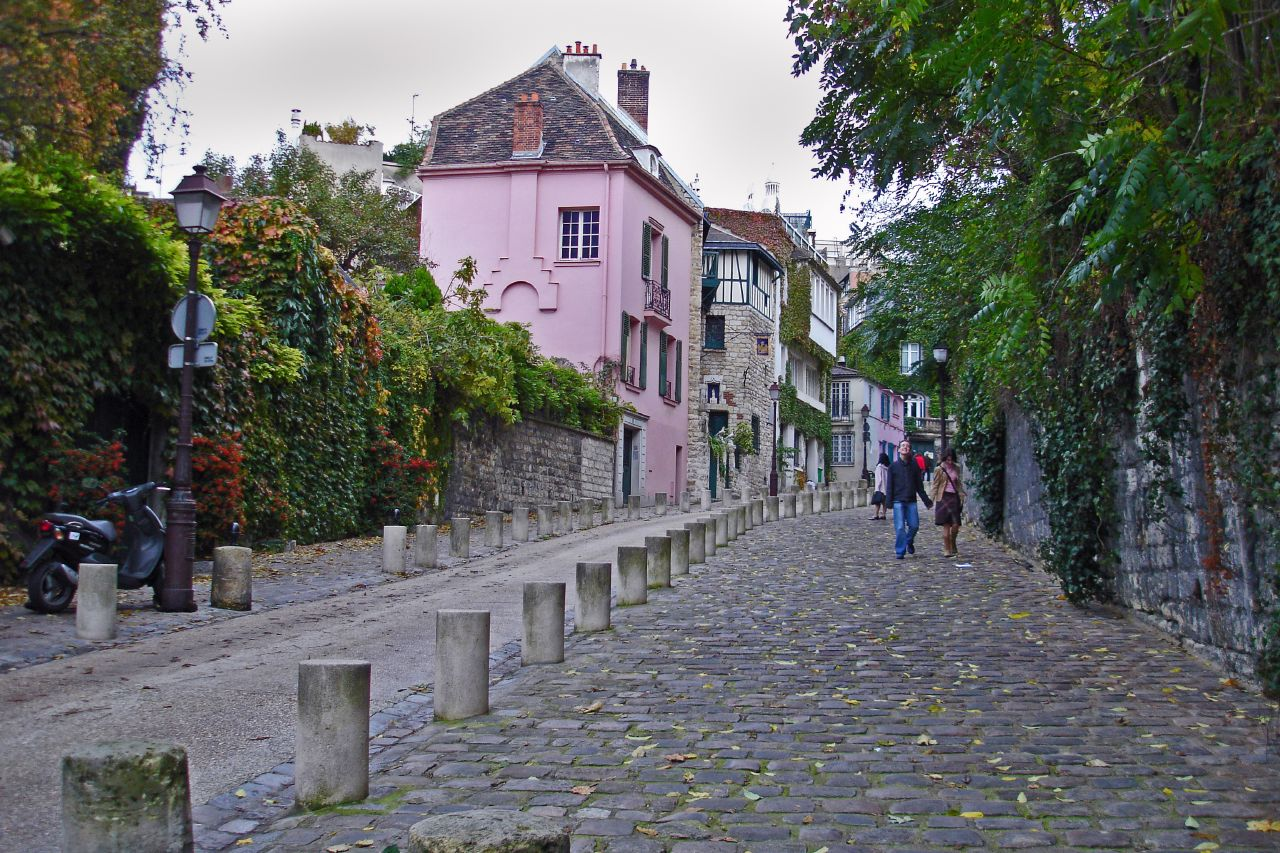
Тиха вуличка на Монмартрі

- Гранд-Кар'єр — Великі кар'єри (Quartier des Grandes-Carrières)
- Кліньянкур (Quartier de Clignancourt)
- Гутт-д'Ор — Золота краплина (Quartier de la Goutte-d'Or)
- Ла-Шапель (Quartier de La Chapelle)

## Органи правління
- Адреса мерії:

1, place Jules Joffrin
75018 Paris
У березні 2008 року мером округу обрано Даніеля Вайана (Daniel Vaillant), соціаліст.

## Пам'ятки
- Базиліка Сакре-Кер
- Площа Тертр (площа художників)
- Мулен Руж
- музей Далі
- Ринок у Ла Шапель

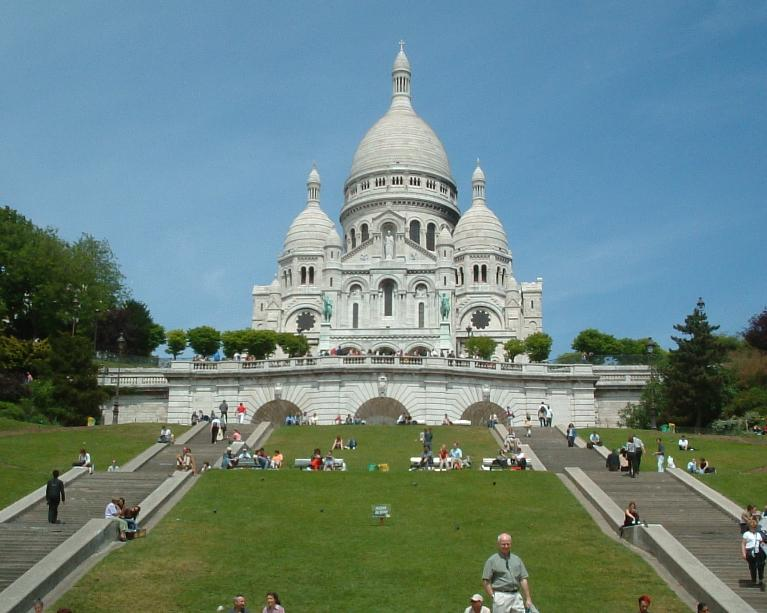
Сакре-Кер

- Пігаль (паризький район червоних ліхтарів)
- Кабаре «Моторний кролик»
- Виноградник Монмартра (продають вино за відносно високу ціну, виручені кошти надходять до Фонду розвитку 18-го округу)
- Цвинтар Монмартр
- Церква Сан-Бернар
- Церква Жанни д'Арк
- кафе Два Млини

## Транспорт
Метро: лінії 2, 4, 12, 13. 

Також ходить «Монмартробюс» та працює мормартський фунікулер.